# Haganai
Haganai (Boku wa Tomodachi ga Sukanai) is een Japanse animanga-boekenserie uitgegeven door Media Factory en geschreven door Yomi Hirasaka. De reeks begon als stripreeks op 27 maart 2010 en wordt sindsdien gepubliceerd door Media Factory. De serie is later gesplitst in twee animatieseries door AIC Build. Het dertien afleveringen tellende seizoen 1 liep van 7 oktober tot 23 december 2011 en seizoen 2 van 11 januari tot 29 maart 2013.